# Sclerophrys
Sclerophrys (лат.) — род бесхвостых земноводных из семейства жаб. Род включает виды, встречающиеся в Африке и на Аравийском полуострове.

## Классификация
На февраль 2023 года в род включают 45 видов:
- Sclerophrys arabica (Heyden, 1827) — Южноаравийская жаба, или арабская жаба
- Sclerophrys asmarae (Tandy at al., 1982) — Эфиопская жаба
- Sclerophrys blanfordii (Boulenger, 1882) — Остромордая жаба
- Sclerophrys brauni (Nieden, 1911) — Листовидная жаба
- Sclerophrys buchneri (Peters, 1882)
- Sclerophrys camerunensis (Parker, 1936) — Западноафриканская жаба
- Sclerophrys capensis Tschudi, 1838 — Хриплая жаба
- Sclerophrys channingi (Barej at al., 2011)
- Sclerophrys chudeaui (Chabanaud, 1919) — Сенегальская жаба
- Sclerophrys cristiglans (Inger & Menzies, 1961)
- Sclerophrys danielae (Perret, 1977) — Кот-дивуарская жаба
- Sclerophrys djohongensis (Hulselmans, 1977)
- Sclerophrys dodsoni (Boulenger, 1895) — Плоскобугорчатая жаба
- Sclerophrys fuliginata (De Witte, 1932) — Заирская жаба
- Sclerophrys funerea (Bocage, 1866) — Бугорчатоголовая жаба
- Sclerophrys garmani (Meek, 1897) — Оливковая жаба
- Sclerophrys gracilipes (Boulenger, 1899) — Экваториальная жаба
- Sclerophrys gutturalis (Power, 1927) — Красноногая жаба, или ботсванская жаба
- Sclerophrys kassasii (Baha El Din, 1993)
- Sclerophrys kerinyagae (Keith, 1968) — Парнопятнистая жаба
- Sclerophrys kisoloensis (Loveridge, 1932) — Длинноногая жаба
- Sclerophrys langanoensis (Largen at al., 1978) — Оранжевогорлая жаба
- Sclerophrys latifrons (Boulenger, 1900) — Колючебокая жаба
- Sclerophrys lemairii (Boulenger, 1901) — Конголезская жаба
- Sclerophrys maculata (Hallowell, 1854) — Саванная жаба
- Sclerophrys mauritanica (Schlegel, 1841) — Мавританская жаба, или варварийская жаба
- Sclerophrys pantherina (Smith, 1828)
- Sclerophrys pardalis (Hewitt, 1935) — Леопардовая жаба
- Sclerophrys pentoni (Anderson, 1893) — Шпорцевая жаба
- Sclerophrys perreti (Schiotz, 1963) — Нигерийская жаба
- Sclerophrys poweri (Hewitt, 1935)
- Sclerophrys pusilla (Mertens, 1937)
- Sclerophrys reesi (Poynton, 1977) — Танзанийская жаба
- Sclerophrys regularis (Reuss, 1833) — Пантеровая жаба
- Sclerophrys steindachneri (Pfeffer, 1893) — Жаба Штайндахнера
- Sclerophrys superciliaris (Boulenger, 1888) — Обманчивая жаба
- Sclerophrys taiensis (Rodel & Ernst, 2000)
- Sclerophrys tihamica (Balletto & Cherchi, 1973)
- Sclerophrys togoensis (Ahl, 1924)
- Sclerophrys tuberosa (Gunther, 1858) — Бугорчатая жаба
- Sclerophrys turkanae (Tandy & Feener, 1985)
- Sclerophrys urunguensis (Loveridge, 1932) — Танганьикская жаба
- Sclerophrys villiersi (Angel, 1940) — Камерунская жаба
- Sclerophrys vittata (Boulenger, 1906)
- Sclerophrys xeros (Tandy at al., 1976) — Совиная жаба